# کولبسهایم
کولبسهایم (به فرانسوی: Kolbsheim) یک کمون در فرانسه با جمعیت ۸۳۹ نفر است که در Canton of Geispolsheim واقع شده‌است.